# Patacas (Aquiraz)
Patacas é um distrito do município brasileiro de Aquiraz, no litoral leste da Região Metropolitana de Fortaleza, no estado do Ceará. De acordo com o Instituto Brasileiro de Geografia e Estatística(IBGE), sua população no ano de 2010 era de 6 660 habitantes, sendo 3 376 mulheres e 3 284 homens, possuindo um total de 1 568 domicílios particulares. Foi Criado Pela Lei Estadual n.º 1.1470 de 06 de julho de 1988, o distrito de Patacas e anexado ao município de Aquiraz.

## Subdivisões do distrito
- Mirador, Araçás da Mônica, Araçás do Manduca, Cajueiro do Ministro, Lagoa de Cima, Araticum, Vila Isabel, Sítio Novos, Rolabal, Meu Cantinho, Pingo de Ouro, Aldeia da Patacas.